# بنوا، میسیسیپی
بنوا (به انگلیسی: Benoit) شهرکی در ایالت میسیسیپی کشور ایالات متحده آمریکا است که جمعیت آن در سرشماری سال ۲۰۱۰ میلادی، ۴۷۷
نفر بوده‌است.